# Вільмарс
Вільмарс (нім. Willmars) — громада в Німеччині, розташована в землі Баварія. Підпорядковується адміністративному округу Нижня Франконія. Входить до складу району Рен-Грабфельд. Складова частина об'єднання громад Остгайм-фор-дер-Рен.
Площа — 12,17 км2. Населення становить 565 ос. (станом на 31 грудня 2020).

## Галерея

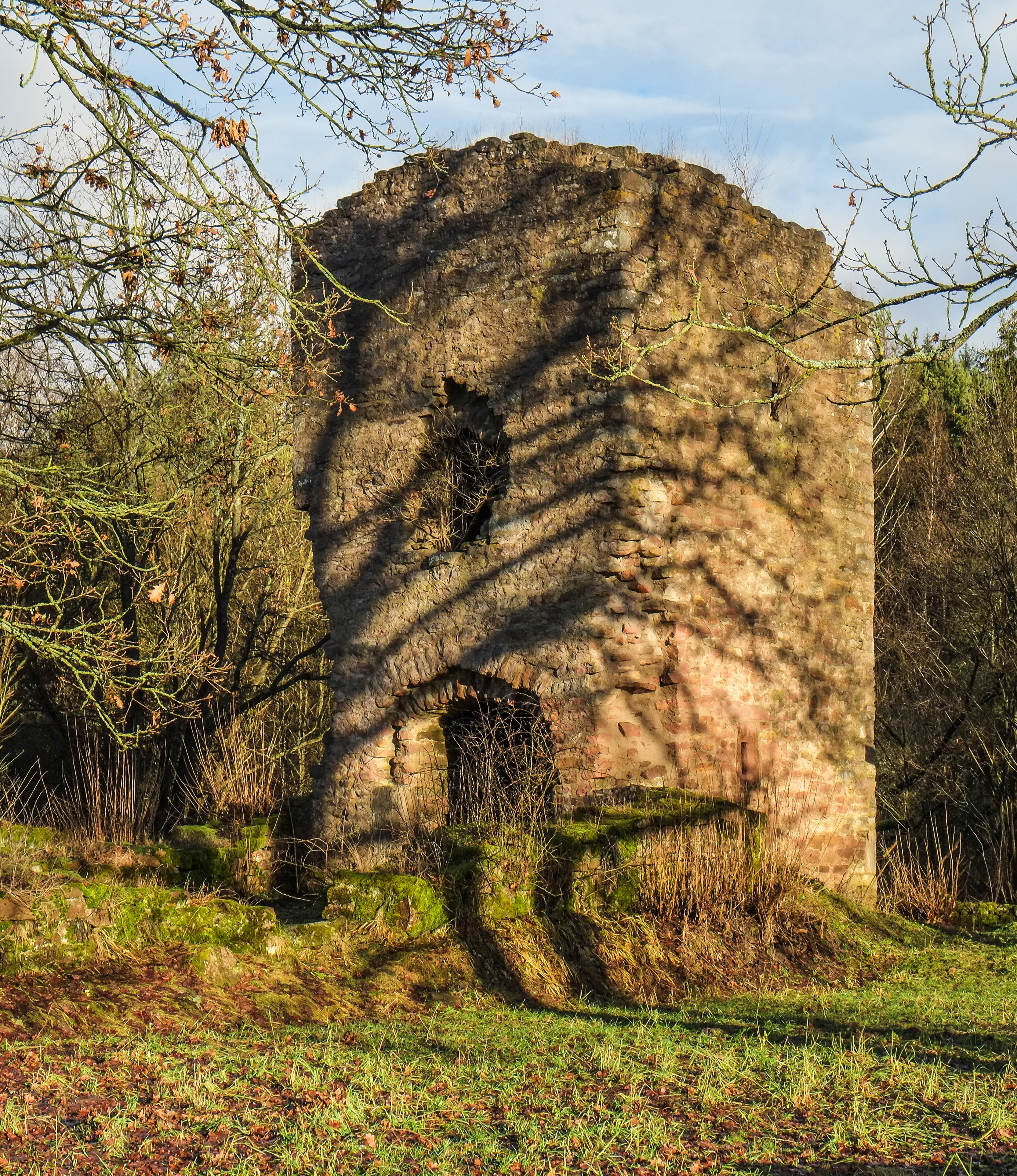
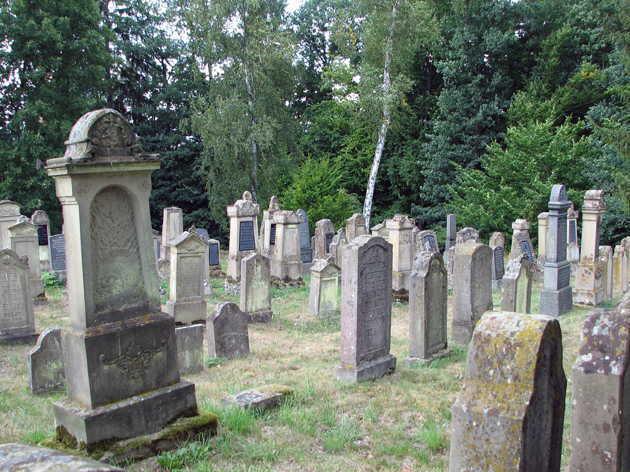
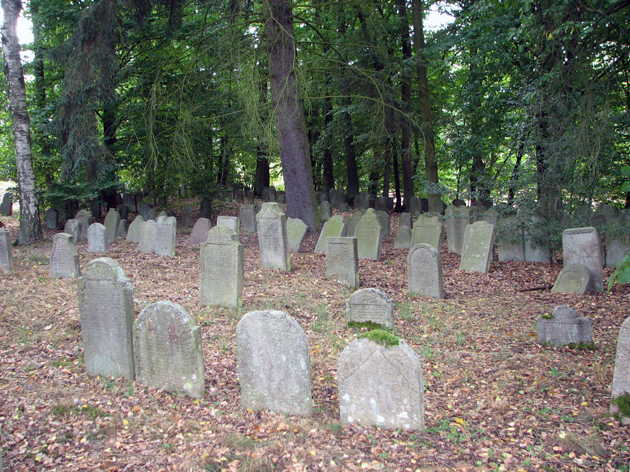